# La Setmana
La Setmana (la semaine, en occitan) est un hebdomadaire  (ISSN 1265-5619) entièrement en langue occitane édité par la société Vistedit depuis 1995. Son fondateur et rédacteur en chef fut le journaliste David Grosclaude de 1995 à 2010.
Ses collaborateurs les plus réguliers sont André Bianchi, Nicolas Rey-Bèthbéder.
La Setmana est imprimée par l'imprimerie du quotidien catalan El Punt à Gérone, et distribuée à ses abonnés à partir de Perpignan. Malgré l'absence d'aide à la presse qu'elle juge discriminatoire, la Setmana tire à plus de mille exemplaires. Sa maquette a été remaniée en 2003. En mars 2012, une version en ligne sur internet est disponible.
Elle cesse de paraître en juillet 2018.